# The house inside her
|  | Denne artikel er oprettet af botten PalnaBot ud fra en ekstern database. Den kan derfor have sproglige fejl eller mangler. Denne skabelon kan fjernes efter kontrol af indholdet. |

The house inside her er en film instrueret af Pernille Rose Grønkjær, Astrid Kruse Jensen.

## Handling
I stedet for at følge en kronologisk fremadskridende fortælling må beskueren overgive sig til filmen, som er et poetisk billeddigt, hvor man selv skaber sammenhænge og betydning. Traditionelle parametre som tid og fortælling er sat delvis ud af spil. Filmen flyder over og bliver en del af det fysiske udstillingsrum, hvor birketræsstammer fra en af filmens scener danner et installatorisk rum omkring beskueren. Resultatet er et både sanseligt og forførende billedunivers, der bevæger sig i grænseområdet mellem drøm og virkelighed. Ikke kun kronologien er sat ud af spil i filmen, men også det realistiske rum. Naturlovene er ophævet, og rummet er i højere grad et psykologisk rum, hvor en kvinde drømmende bevæger sig rundt.